# گیفو (شهر)
گیفو  شهری است در کشور ژاپن. این شهر مرکز استان گیفو است و در جزیره هونشو قرار گرفته است. 
جمعیت این شهر در سال ۲۰۰۹ میلادی برابر ۴۲۲۰۰۰ نفر برآورد شده است .